# Mladoševica
Mladoševica je naseljeno mjesto u sastavu općine Maglaj, Federacija Bosne i Hercegovine, BiH.

## Stanovništvo
| Mladoševica        |               |               |               |
| godina popisa      | 1991.         | 1981.         | 1971.         |
| Hrvati             | 856 (98,84 %) | 893 (96,95 %) | 763 (75,32 %) |
| Muslimani          | 0             | 0             | 0             |
| Srbi               | 0             | 17 (1,84 %)   | 240 (23,69 %) |
| Jugoslaveni        | 4 (0,46 %)    | 7 (0,76 %)    | 3 (0,29 %)    |
| ostali i nepoznato | 6 (0,69 %)    | 4 (0,43 %)    | 7 (0,69 %)    |
| ukupno             | 866           | 921           | 1013          |

Na popisu 1981. godine, dio naselja s većinskim srpskim stanovništvom je ušao u sastav naseljenog mjesta Brezove Dane.

## Poznate osobe
- Ruža Tomašić, političarka